# Андріаново (Архангельська область)
Андріаново (рос. Андрианово) — присілок в Приморському районі Архангельської області Російської Федерації.
Населення становить 44 особи. Входить до складу муніципального утворення Островне поселення.

## Історія
Від 2004 року входить до складу муніципального утворення Островне поселення.

## Населення
| 2002 | 2010 | 2012 |
| ---- | ---- | ---- |
| 40   | ↘36  | ↗44  |